# Platycnemis pennipes
La zampalarga comune (Platycnemis pennipes (Pallas, 1771)) è una specie di zigoptero, o damigella, appartenente alla famiglia Platycnemididae.

## Distribuzione e habitat
Questa specie è presente in tutto il territorio europeo, tranne che nella penisola iberica; ampiamente diffusa nella penisola italiana, è assente nelle isole maggiori, Sicilia e Sardegna.
Popola aree in prossimità dei corsi d'acqua ma anche di laghi, stagni e lanche.